# Orcuttia californica
Orcuttia californica är en gräsart som beskrevs av George Vasey. Orcuttia californica ingår i släktet Orcuttia och familjen gräs. Inga underarter finns listade i Catalogue of Life.